# باول فون ريننكامبف

باول جورج إدِلر فون ريننكامبف (بالألمانية: Paul Georg Edler von Rennenkampf؛ بالروسية: Павел Карлович Ренненкампф) (ولد في 29 أبريل 1854 – توفي في 1 أبريل 1918) كان جنرالًا بلطيقيًا ألمانيًا في الجيش الإمبراطوري الروسي. اشتهر بدوره في الحرب الروسية اليابانية والحرب العالمية الأولى.

## بداياته
ولد ريننكامبف في مقاطعة إستونية ضمن الإمبراطورية الروسية لعائلة من النبلاء الألمان البلطيق. التحق بالجيش الروسي عام 1873 وتدرج في المناصب العسكرية.

## مشاركته في الحروب

### الحرب الروسية اليابانية
شارك في الحرب الروسية اليابانية (1904–1905) وكان له دور قيادي في معارك منشوريا. رغم الهزيمة الروسية، اعتُبر من القادة النشطين.

### الحرب العالمية الأولى
مع اندلاع الحرب العالمية الأولى، قاد الجيش الأول الروسي في الغزو الروسي لبروسيا الشرقية عام 1914. شارك في معركة تاننبرغ ضد الجيش الألماني بقيادة هيندنبورغ ولودندورف، والتي انتهت بهزيمة ساحقة للروس.
بعد الفشل في تنسيق العمليات مع الجيش الثاني بقيادة ألكسندر سامسونوف، واجه ريننكامبف انتقادات شديدة وأُقيل من منصبه في عام 1915.

## نهايته
بعد الثورة البلشفية، اعتزل ريننكامبف الحياة العامة، لكنه أُعدم على يد البلاشفة في مدينة تاغانروغ في 1 أبريل 1918.

## وصلات خارجية
- Paul von Rennenkampf – Wikipedia (بالإنجليزية)
- Paul von Rennenkampf – Encyclopaedia Britannica